# 충북교통방송
충북교통방송 TBN 교통방송(Traffic Broadcasting Network)은 충청북도 권역으로 한국도로교통공단의 관할에 있으며, 2020년 11월 24일에 개국하였다. 정식으로 사용되는 방송국 위치는 충청북도 청주시 청원구 정상동에 위치하며, 2022년 5월까지 비하동 현남빌딩 1, 2층을 임차했다.

## 개요
- 현 청사 위치 : 충청북도 청주시 청원구 밀레니엄2로 45-25 (정상동)
- 현 청사 규모 : 3142㎡(공개홀, 교통정보상황실, 스튜디오 등)[1]
- 임차 사용한 청사 규모 : 1322㎡(청주 현남빌딩 1, 2층, 업무 공간, 방송·편성 등 제작 공간, 부대시설 등)[2]
- 허가조건 : 보도기능 제외, 지역성 제고, 난청 해소 등[3]

충북교통방송국 건립은 2014년부터 추진됐다. 당시 청주·청원 통합 등으로 청주권의 교통량이 급증하자 설립 목소리가 커졌다. ‘TBN 충북교통방송국’(교통충북FM)은 지원심의국, 편성제작국, 방송기술국 등 3국에 리포터와 아나운서 등 30~40명의 인력으로 운영될 예정이다.
방송국 청사 신축은 2021년 3월 24일 첫 삽을 뜬 뒤 2022년 5월 준공하였으며 7월 7일 신청사를 개청하였다. 규모는 연면적 3142㎡, 부지 면적 6611㎡다.

## 방송 시간 및 방송 송출 시설망
| 송신소        | 주파수     | 출력 | 호출부호 | 송신소 위치                               |
| ------------- | ---------- | ---- | -------- | ----------------------------------------- |
| 부모산 송신소 | FM 103.3㎒ | 1㎾  | HLEO-FM  | 충북 청주시 흥덕구 지동동 산7-3 (충북CBS) |
| 충주 중계소   | FM 93.5㎒  | 500W | HLEO-FM  | 충북 충주시 목벌동 산58-3 (문스톤)        |

- 일일방송 : 교통방송 24시간
- 방송 가청권역 : 충청북도 청주시 전지역, (서원구, 상당구, 흥덕구, 청원구), 충청북도 증평군 일원, 충청북도 진천군·음성군·괴산군, 보은군 일부지역 FM 103.3㎒, 충청북도 충주시 전지역 일원(살미,수안보제외), 충청북도 음성군 일부지역 FM 93.5㎒

## 설립 과정
- 2013.02.07. 충북교통방송 설립 타당성 조사용역 보고회(충청북도)
- 2019.07.31. 교통충북FM 허가 신청(신청자: 도로교통공단)
- 2019.11.15. 기술심사(과학기술정보통신부)
- 2019.12.10. TBN 충북교통방송국 조기지원 45억 6800만원 국회 예산안 통과
- 2020.07.10. 교통충북FM 신규 허가(방송통신위원회)
- 방통위 교통충북FM 심사위 의견 : "공공기관으로서 방송국 설립과 관련된 적정한 허가 절차를 거칠 필요가 있으며, 실질적인 난청 해소 방안 마련, 지역 일자리 확대, 방송의 지역성 제고를 위한 구체적 계획 수립 등이 필요하다"며 "또한 경영 효율성 제고, 방송법령 반복 위반 방지 계획 보완, 안정적 교통, 재난정보 제공을 위한 예비 방송장치 구축 계획 마련 등이 필요하다."[7]
- 과기정통부 기술심사위 의견: "방송국 신규 허가에 필요한 기술적 심사 항목을 모두 충족한다. 다만 혼신원인 등에 대한 적극적 해소 노력 등 지상파 방송사업자로서 준수해야 할 일반 사항을 허가조건으로 부가할 필요가 있다"[8]
- 2020.11.24. TBN 충북교통방송 개국, 오전 10시 33분에 첫 전파 송출

## 행사
- 2020.11.19. TBN 충북교통방송 《개국 축하 콘서트》  초대가수(출연순서) 주현미, 해수, 요요미, 박상민
- 2020.11.24. TBN 충북교통방송 《개국식》

아나운서
최하나
기자 
박태성
진행자
- 김미숙
- 김성관
- 남상미
- 박세은
- 박현준
- 이병철
- 오은정
- 윤지영
- 조영원

## 충북교통방송 편성표
- 07:00 (평일)《출발! 충북대행진》
- 09:00 (평일)《스튜디오 1033》
- 12:00 (주말)《TBN 차차차》
- 14:05 (평일)《TBN 차차차》
- 14:00 (주말)《박현준의 팝스! 팝스!》
- 16:05 (평일)《TBN 충북매거진》
- 16:00 (주말)《TBN 뮤직스테이션》
- 18:00 (평일)《달리는 라디오 (충북)》

## 같이 보기
- TBN 교통방송
- 한국도로교통공단